# Estación Bruno J. Thomae
Bruno J. Thomae es una estación de ferrocarril ubicada en el pequeño paraje rural del mismo nombre, Departamento Cushamen, Provincia del Chubut, República Argentina, en el ramal de Ingeniero Jacobacci a Esquel.

## Destrucción
Sufrió un principio de incendio por particulares.

## Servicios
Es terminal de los servicios turísticos provenientes de El Maitén operados por la Corporación de Fomento de la Provincia de Chubut (CORFO). 

## Ubicación geográfica de la estación
Se encuentra a 113 km de la localidad de Esquel.